# Mikronacija
Ne miješati s mikrodržavama.
Mikronacija je samoproglašena »država« koja ne zadovoljava pravne kriterije za državu (definirani teritorij, stalno stanovništvo, funkcionalnu vlast i sposobnost uspostave odnosa s drugim državama), nije međunarodno priznata, ima vrlo malu površinu teritorija koji prisvaja i vrlo mali broj stalnog stanovništva, ako ga uopće ima.
Takve »države« proglašavaju pojedinci ili male skupine ljudi koji uporno ističu potraživanje suvereniteta nad nekim teritorijem, radi vlastite promocije, političke provokacije, prosvjeda, i/ili za zaradu od prodaje suvenira poput putovnica ili novca.
Neke mikronacije izdaju novčiće i poštanske marke za prodaju sakupljačima, te druga znamenja poput zastava, putovnica, medalja..., koja izvan vlastite zajednice nisu prihvaćena kao državni simboli.
Najranije poznate mikronacije datiraju s početka 19. stoljeća. Izraz mikronacija datira bar od 1970., a pojavom interneta ovaj pojam se proširio i na pojam „virtualnih država” i nacija koje na prisvajaju nikakav konkretan teritorij.
Primjeri mikronacija su:
- Sealand
- Liberland
- Republika Peščenica
- Ružin otok
- Hajdučka Republika Mijata Tomića
- Verdis